# Електричний реактор

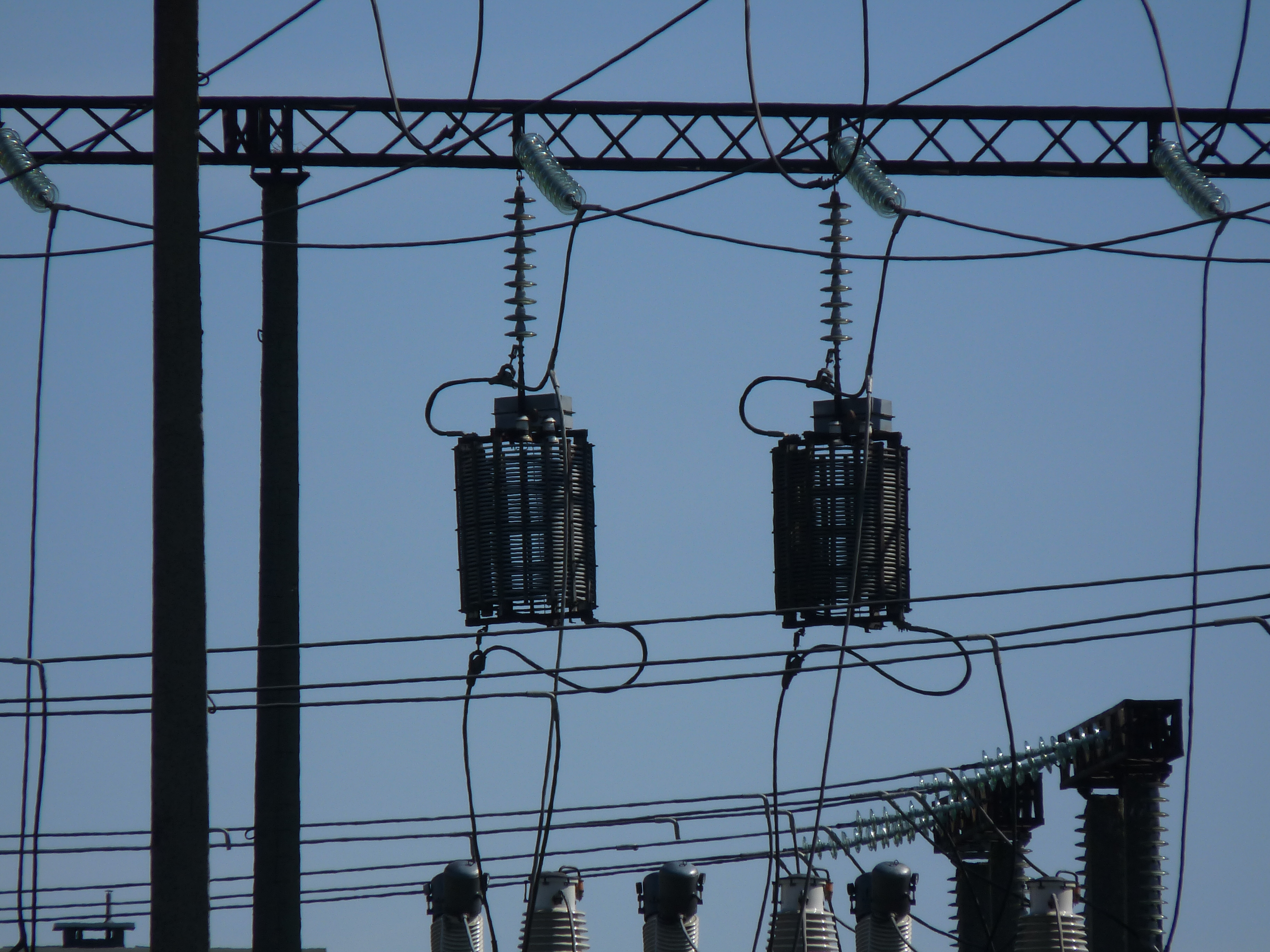
Струмообмежувальні реактори ліній електромереж зразка 1980-х років

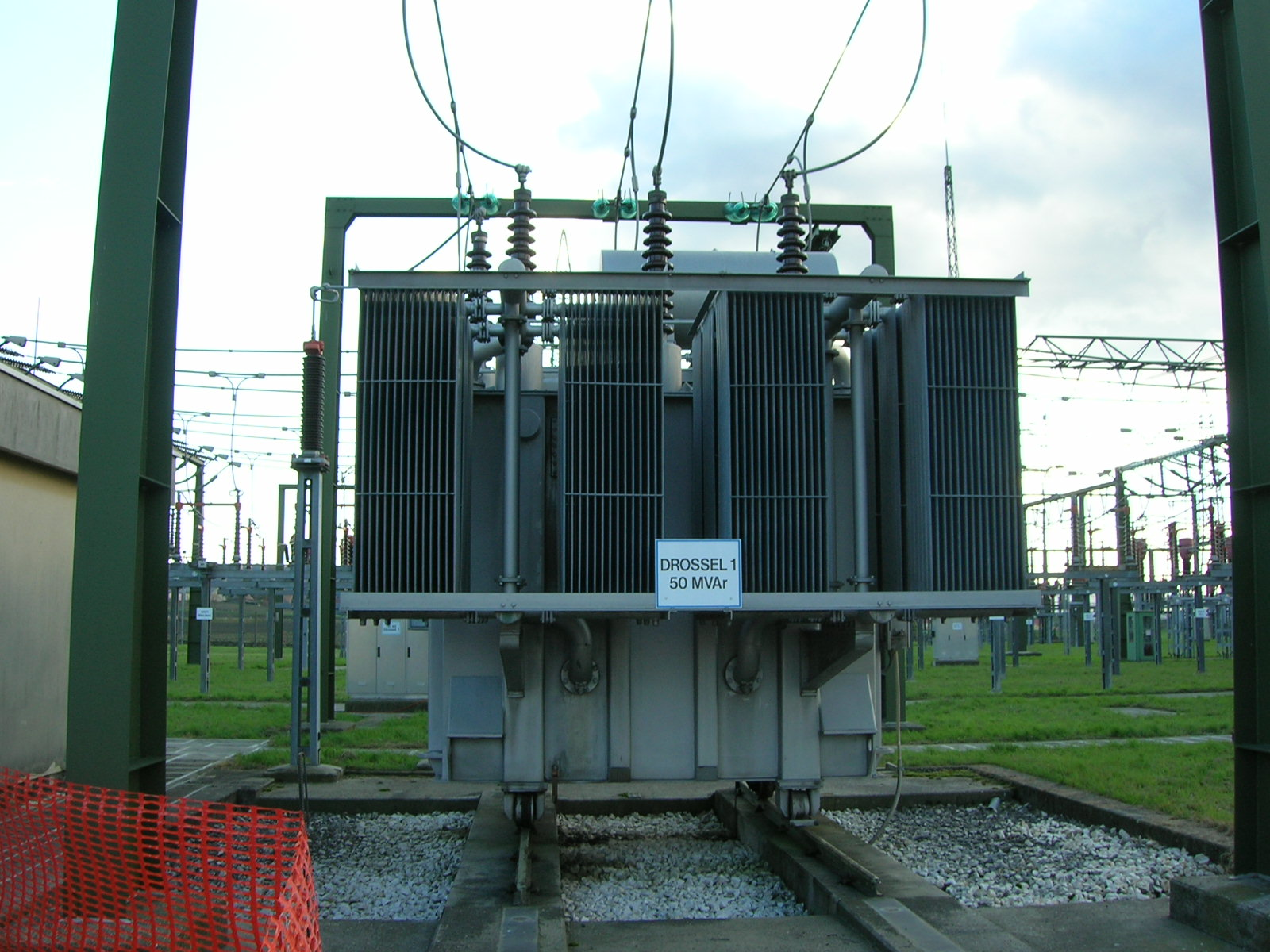
Трифазний струмообмежувальний реактор в лінії 110 кВ, номінальною реактивною потужністю 50 МВАр

Електри́чний реа́ктор (англ. reactor, inductor) — електричний апарат у вигляді котушки індуктивності, яка призначена для використання її у силових електричних колах.

## Класифікація реакторів за призначенням

### Реактори для пристроїв і мереж змінного струму

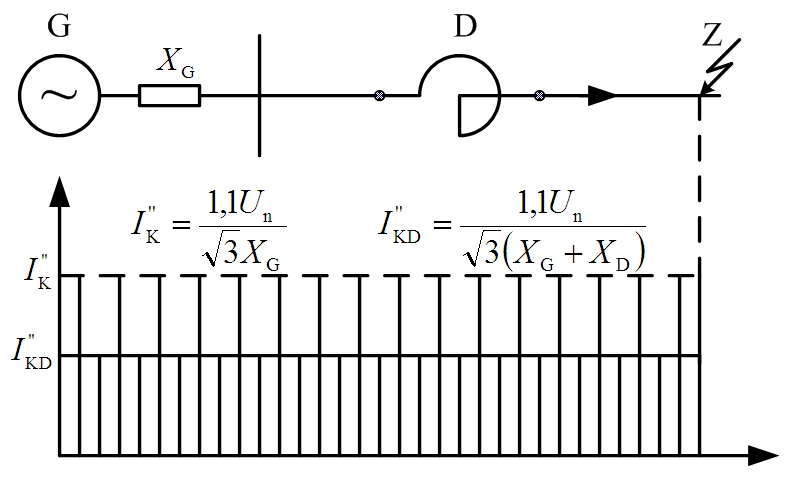
Умовна графічна познака та принцип роботи струмообмежувального реактора послідовного увімкнення

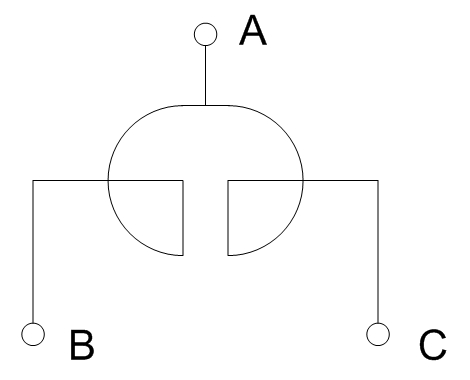
Умовна графічна познака здвоєного реактора послідовного увімкнення

Реактори послідовного увімкнення
Реактори послідовного увімкнення (англ. line reactors) — реактори, що вмикаються послідовно у фазу мережі змінного струму або полюс постійного струму поділяються на наступні види:
- струмообмежувальні реактори (англ. current limiting reactors):
  - струмообмежувальні реактори (одинарні або здвоєні) для електричних мереж;
  - ударний реактор — струмообмежувальний реактор, який призначений для короткочасної роботи у випробувальному устаткуванні;
  - пусковий реактор — струмообмежувальний реактор, який призначений для запуску електродвигунів;
  - струмообмежувальний реактор пристроїв РПН (що регулюються під навантаженням)[2] — реактор пристрою регулювання напруги під навантаженням, що призначений для увімкнення між працюючим відгалуженням і відгалуженням, що вводиться у роботу з метою обмеження перехідного струму у частині обмотки, що перемикається і переведення навантаження з одного відгалуження на інше без переривання струму у навантаженні трансформатора і без суттєвої його зміни;
- регулювальний реактор — регульований реактор, що призначений для регулювання напруги або струму приймачів електричної енергії;
- реактор загороджувача — реактор, який призначений для роботи у високочастотному фільтрі-загороджувачі. Маються на увазі фільтри-загороджувачі устаткування високочастотного зв'язку по лініях електропередачі, що вмикаються послідовно у фазу.
- подільний реактор — реактор, що призначений для вирівнювання струмів у паралельних гілках електричного кола.

Реактори паралельного увімкнення
Реактори паралельного увімкнення — реактори, що вмикаються між фазою і нейтраллю або між фазами мережі, до яких відносяться:
- шунтувальний реактор — реактор паралельного вмикання, що призначений для компенсування ємнісного струму;
- симетруючий реактор — реактор паралельного увімкнення, що призначений для зменшення струмів або зниження напруг зворотної послідовності в електричних мережах;
- навантажувальний реактор — реактор, який призначений для використання як індуктивне навантаження при випробуваннях електротехнічних пристроїв.

Реактори що вмикаються у нейтраль
Реактори що вмикаються у нейтраль поділяються на:
- заземлюючий дугогасний реактор (котушка Петерсена) (англ. arc suppression coil;  Petersen coil) — однофазний реактор, що призначений для увімкнення між нейтраллю і землею з метою компенсування ємнісної складової струму від лінії до землі при однофазному замиканні на землю;
- заземлюючий струмообмежувальний реактор — струмообмежувальний однофазний реактор з відносно малим індуктивним опором, що призначений для увімкнення між нейтраллю і землею з метою обмеження струму при короткому замиканні на землю.

Інші
- компенсувальні реактори — реактори регульованого вентильного джерела реактивної потужності, що вмикається паралельно до мережі. Мається на увазі джерело реактивної потужності, що складається з послідовно увімкнених реактора і сполучених зустрічно-паралельно керованих вентилів;

- реактор ємнісного відбору потужності — реактор, який призначений для устаткування ємнісного відбору потужності від ліній електропередач для живлення приймачів електричної енергії;
- фільтровий реактор — реактор, що призначений для увімкнення послідовно з конденсаторною батареєю у фільтрі, налаштованому на пропускання струму певної частоти;
- реактор для обмеження напруги на ємності;
- реактор для параметричного джерела струму.

### Перетворювальні реактори і реактори для пристроїв та мереж постійного струму
Перетворювальний реактор — реактор, який призначений для роботи в перетворювачах електричної енергії, а також в тиристорних і транзисторних ключах. До перетворювачів належать напівпровідникові, ртутні та інші перетворювачі електричної енергії.
Реактори, що вмикаються у кола змінного струму
- реактори послідовного увімкнення:
  - перетворювальний струмообмежувальний реактор;
  - реактор завадовгамовування — реактор, що призначений для роботи у пристроях обмеження радіозавад, який вмикається послідовно у фазу або лінію;
  - фільтрувальний реактор.

Реактори, що вмикаються в кола власного перетворювача
- комутуючий реактор — перетворювальний реактор, який призначений для схем штучної комутації перетворювачів;
- реактори, що вмикаються послідовно у фазне коло:
  - фазний реактор — перетворювальний реактор, що призначений для увімкнення послідовно у фазне коло;
  - затримувальний фазний реактор — фазний реактор з насиченням, який призначений для полегшення умов комутації вентилів.
- реактори, що вмикаються послідовно у коло вентиля:
  - вентильний реактор — реактор, який призначений для увімкнення послідовно у коло вентиля або групи вентилів або в плече перетворювача;
  - затримувальний вентильний реактор — вентильний реактор з насиченням, який призначений для полегшення умов комутації вентилів;
  - подільний реактор — реактор, який призначений для вирівнювання струмів у паралельних гілках електричного кола;
  - регулювальний вентильний реактор з насиченням.

Реактори, що вмикаються в кола постійного струму
- реактори послідовного увімкнення:
  - згладжувальний реактор — реактор, який призначений для увімкнення послідовно у коло постійного струму з метою зменшення пульсацій струму.
  - реактор лінії постійного струму — згладжувальний реактор, який призначений для ліній електропередачі постійного струму;
  - зрівнювальний реактор (котушка Кюблера) — перетворювальний здвоєний реактор, який призначений для зрівнювання напруг і струмів у багатофазних схемах перетворювачів;
  - обмежувальний реактор — перетворювальний реактор, що призначений для обмеження зрівнювальних струмів у схемах перетворювачів, переважно реверсивних. В залежності від виду вебер амперної характеристики розрізняють обмежувальні реактори з насиченням і реактори без насичення.
- фільтровий реактор.